# Takashi Miyasaka
Takashi Miyasaka (jap. 宮坂 高志, Miyasaka Takashi; * um 1955) ist ein japanischer Jazzmusiker (Schlagzeug).
Takashi Miyasaka arbeitete in der japanischen Jazzszene ab den 1970er-Jahren u. a. im Trio des Pianisten Shōji Aketagawa sowie dessen Ensembles mit Kazutoki Umezu und Makoto Saitō. Unter eigenem Namen (Miyasaka + 5) spielte er das Album Animals Garden (Alm Records) ein, an dem Hiroshi Itaya, Kōichi Matsukaze, Hiromichi Tsugaki und Kagehiro Oba mitwirkten. 1982 folgte das Album Soul Tomato (Aketa’s Disc, mit Toshihiko Inoue, Ritsuko Endo, Hiroshi Matsui und Norikatsu Koreyasu). Der Diskograf Tom Lord listet ihn zwischen 1975 und 1983 bei acht Aufnahmesessions, zuletzt auf Aketagawas Album Yamazaki Blues.